# Black Brook (dopływ Maple Brook)
Black Brook – strumień (brook) w kanadyjskiej prowincji Nowa Szkocja, w hrabstwie Pictou, płynący w kierunku zachodnim i uchodzący do Maple Brook; nazwa urzędowo zatwierdzona 6 sierpnia 1953.